# Camocim de São Félix (ort)
Camocim de São Félix är en ort i Brasilien.   Den ligger i kommunen Camocim de São Félix och delstaten Pernambuco, i den östra delen av landet, 1 600 km nordost om huvudstaden Brasília. Camocim de São Félix ligger 674 meter över havet och antalet invånare är 10 270.
Terrängen runt Camocim de São Félix är kuperad västerut, men österut är den platt. Närmaste större samhälle är Bezerros, 14,4 km norr om Camocim de São Félix.
Omgivningarna runt Camocim de São Félix är en mosaik av jordbruksmark och naturlig växtlighet. Runt Camocim de São Félix är det ganska tätbefolkat, med 104 invånare per kvadratkilometer.